# Wolfgang Höller
Wolfgang Höller (* 14. Februar 1909 in Rodenkirchen bei Köln; † 21. Dezember 1994 in Wien) war ein österreichischer Diplomat.

## Leben
Höller war der Sohn des Fabrikanten, Kommerzialrats und Salzburger Kammerpräsidenten Karl Höller. Er war mit Hedy Indra verheiratet, ihre Kinder waren Elisabeth und Thomas.
In Salzburg besuchte er die Mittelschule, bestand 1928 die Matura, studierte Rechtswissenschaft in Wien und Paris und wurde 1934 zum Doktor der Rechte promoviert. Im November 1933 trat er der Vaterländischen Front bei.
Er absolvierte sein Gerichtsjahr und trat 1935 in den auswärtigen Dienst, 1937 wurde er nach Paris versetzt. 1938 wurde er in den auswärtigen Dienst des Deutschen Reichs übernommen und an die Gesandtschaft des Deutschen Reichs in La Paz versetzt.
Wolfgang Höller beantragte am 22. März 1939 die Aufnahme in die NSDAP und wurde am 1. August 1942 aufgenommen (Mitgliedsnummer 9.140.062).
Nach kurzer Tätigkeit an Botschaft des Deutschen Reichs in Madrid ging er 1943 als Konsul des Deutschen Reichs nach Marokko, wo er im Oktober 1944 den Posten niederlegte. Am 4. Januar 1945 wurde er aus dem Beamtenverhältnis entlassen. Höller war bis April 1946 in spanischer Internierung.
Am 17. November 1947 trat er Legationssekretär erster Klasse in den auswärtigen Dienst der Republik Österreich. Von 1949 bis 1955 war er Geschäftsträger in Mexiko-Stadt. Von 1958 bis 1964 war er Botschafter in Buenos Aires. Von 8. November 1968 bis 1974 war er Botschafter in Madrid. 1974 wurde er in den Ruhestand versetzt.

## Auszeichnungen
- 1968: Großes Silbernes Ehrenzeichen für Verdienste um die Republik Österreich[5]
- 1975: Großkreuz des Ordens de Isabel la Católica